# Liste der Wappen im Kreis Höxter
Diese Liste beinhaltet alle in der Wikipedia gelisteten Wappen des Kreises Höxter in Nordrhein-Westfalen, inklusive historischer Wappen. Alle Städte, Gemeinden und Kreise in Nordrhein-Westfalen führen ein Wappen. Sie sind über die Navigationsleiste am Ende der Seite erreichbar.

## Kreis Höxter

Wappen des Kreises Höxter
Der Kreis Höxter in Nordrhein-Westfalen

### Wappen der Städte

Bad Driburg
Beverungen
Borgentreich
Brakel
Höxter
Marienmünster
Nieheim
Steinheim
Warburg
Willebadessen

### Wappen ehemals selbstständiger Gemeinden

Calenberg Stadtteil von Warburg (Details)
Stadtteil Dringenberg der Stadt Bad Driburg
Stadtteil Gehrden der Stadt Brakel
Borgholz Stadtteil von Borgentreich (Details)
Borgholzer Wappen 1908 Stadtteil von Borgentreich (Details)
Bredenborn Stadtteil von Marienmünster (Details)
Peckelsheim Stadtteil von Willebadessen (Details)
Vörden (Westf.) Stadtteil von Marienmünster (Details)
Stadtteil Wehrden der Stadt Beverungen

### Historische Wappen

Wappen des Kreises Höxter (vor 1975)
Wappen des Kreises Warburg (vor 1975)
Wappen der Stadt Borgentreich bis 1976
Wappen der Stadt Nieheim von 1908
Wappen der Stadt Steinheim bis 1971
Wappen der Stadt Steinheim bis 1972